# Johan Hellsten
Johan Hellsten, född 25 december 1975, är en svensk stormästare i schack, ursprungligen från Malmö men numera bosatt i Chimborazo i Ecuador, där han är verksam som universitetslärare och schackinstruktör. Han blev svensk mästare i schack i Göteborg 2006 och har publicerat spelöppningsverket Play the Sicilian Kan (Everyman Chess, 2008).